# Arafo
Arafo es un municipio español perteneciente a la provincia de Santa Cruz de Tenerife, en la isla de Tenerife (Canarias).
La capital municipal es la Villa de Arafo, situada a 460 m s. n. m.
Este pequeño municipio ha recibido en varias ocasiones distintos premios y menciones por la limpieza y el cuidado de su entorno.[cita requerida]

## Toponimia
El municipio toma su nombre de su capital administrativa, siendo un término de procedencia guanche que algunos autores traducen como 'deslizamiento, talud'.
Por su parte, para el poeta-historiador Antonio de Viana en su poema La Conquista de Tenerife, Arafo era el nombre de un guerrero del mencey Bencomo.

## Símbolos

### Escudo
Heráldicamente se organiza como sigue: «escudo cortado; 1º, de oro, el libro cerrado de azur, sumado de báculo en posición de banda, resaltado de corazón de gules. Flechado; 2º, de gules, la banda de plata y bordura general de sinople, cargada en jefe de la leyenda AÑAVINGO, en letras de plata, y tres racimos de uva de oro; al timbre, Corona Real abierta».
Fue aprobado por Decreto n.º 599/1975 de fecha 13 de marzo, dictado a propuesta del Ministerio de la Gobernación, y previa deliberación del Consejo de Ministros en su reunión del día 7 de marzo de 1975.

### Bandera
Por acuerdo del pleno del ayuntamiento de fecha 30 de agosto de 2000 se acordó la incoación del expediente de solicitud de aprobación definitiva de la bandera oficial del municipio. La que se utiliza es de color granate con el escudo heráldico en el centro.

## Geografía

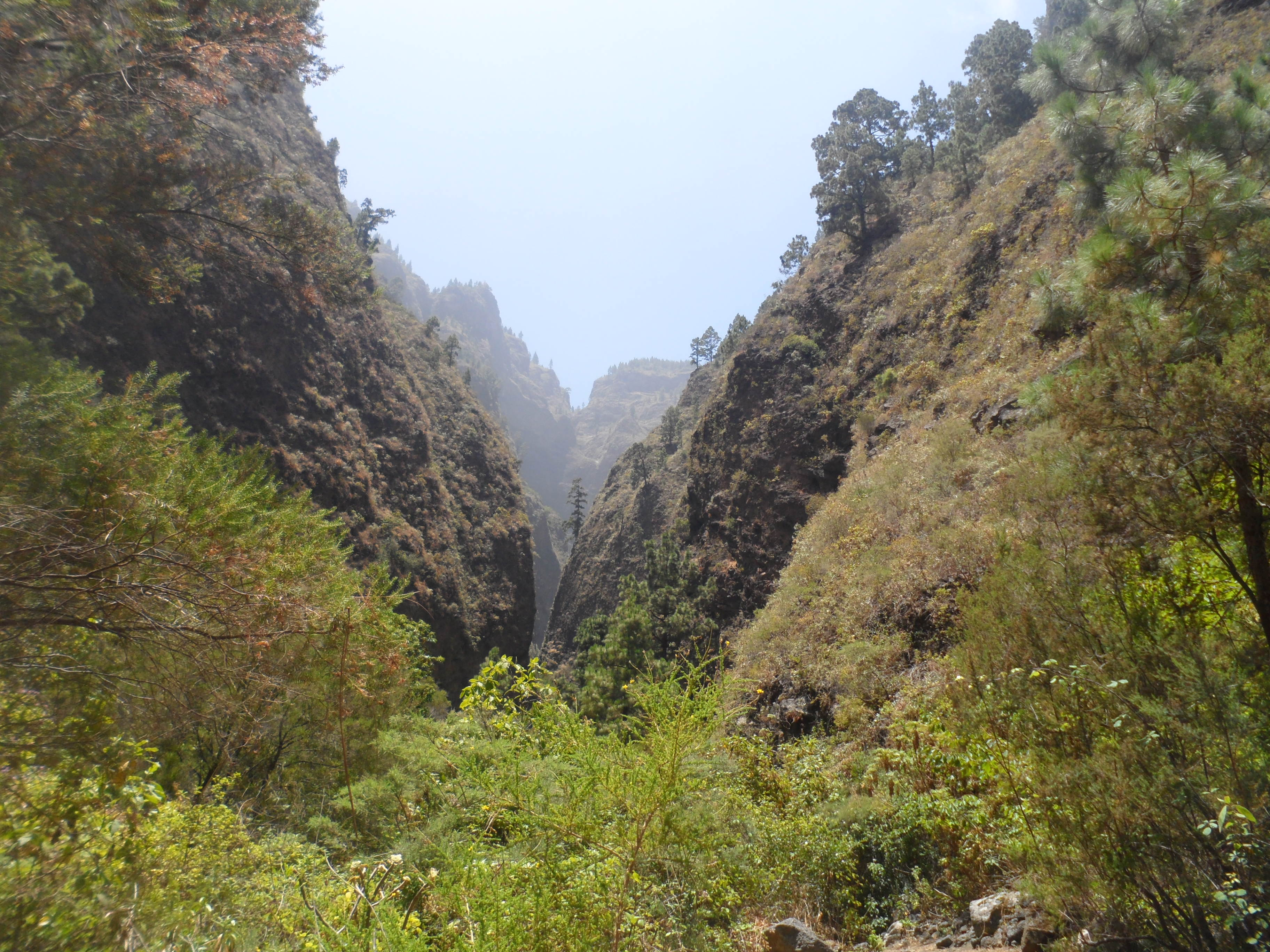
Barranco de Añavingo

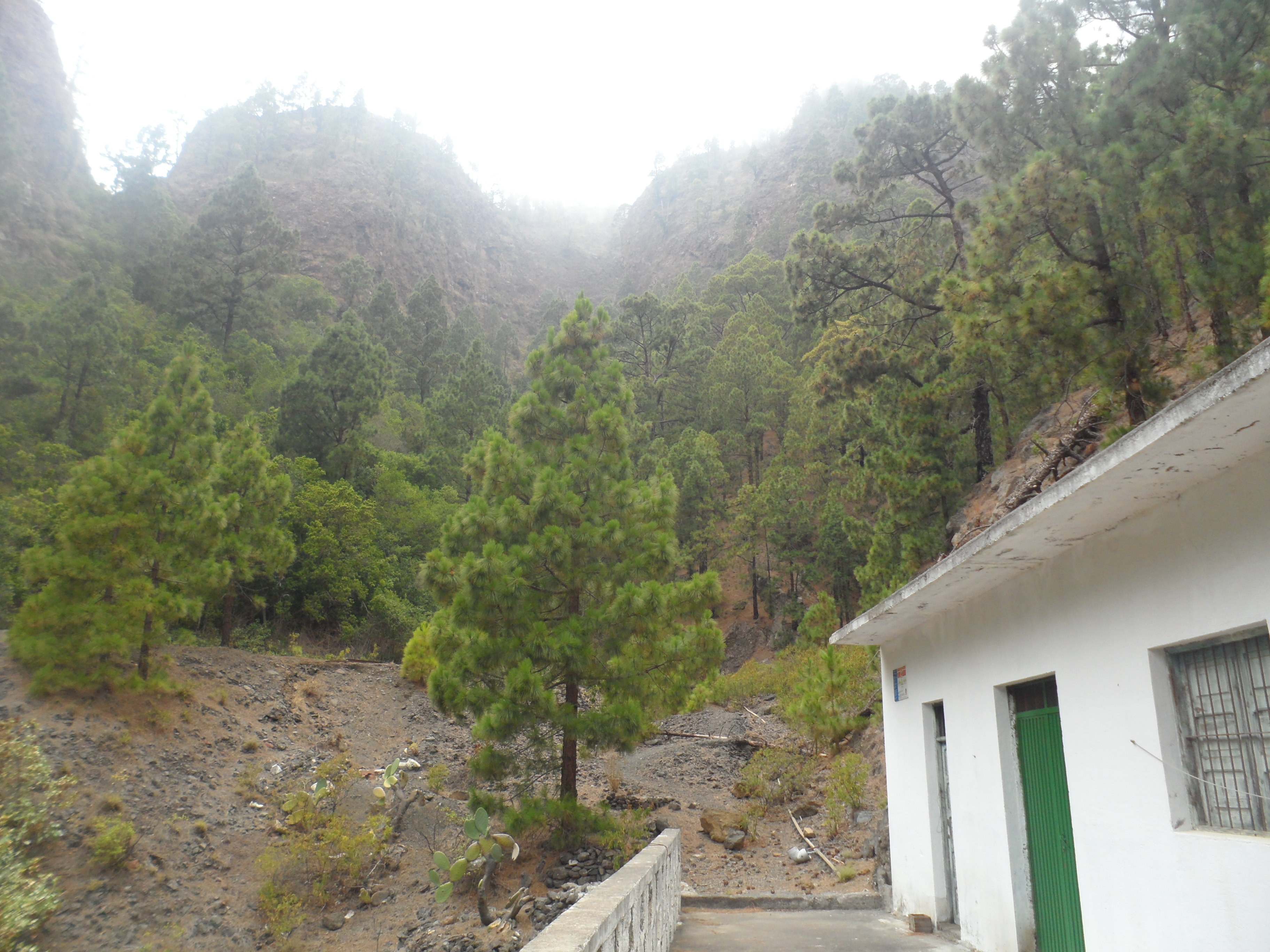
Barranco de Amance

Se extiende por el sector sureste de la isla, limitando con los municipios de Candelaria, Santa Úrsula, La Orotava y Güímar.
Arafo posee una superficie de 34,27 km², ocupando el 19.º puesto de la isla y el 36.º de la provincia.
En la franja costera ha surgido el caserío conocido como Playa de Lima, ocupando una línea de playa baja y rocosa en la que son características las viviendas excavadas en la toba, utilizadas como segunda residencia. A unos 120 m s. n. m. se encuentra el caserío de El Carretón, configurado como un área de servicios cercano a la Autopista del Sur TF-1. A 200 metros de altura está el tercer caserío del municipio, La Hidalga, que ha crecido a lo largo de la carretera general del sur TF-28 con edificaciones de tipo rural al borde de la vía. En la zona de medianías y en torno a los 470 m s. n. m., se encuentra la Villa de Arafo. Presenta un alto grado de concentración pues la inmensa mayoría de los habitantes del municipio residen en el propio casco. Su sistema viario se ordena a través de calles desarrolladas en el sentido de la pendiente y otras aprovechando las curvas del mismo nivel, lo que da lugar a la formación de ejes transversales que configuran un crecimiento urbano irregular.

### Orografía
El término municipal de Arafo se localiza en medio del valle de Güímar.
Morfológicamente es un plano inclinado que sube desde la costa hasta los 2076 m s. n. m. de la montaña de Ayosa, techo altitudinal del municipio.

### Hidrografía
El municipio está atravesado por una sola cuenca hidrográfica: el barranco del Valle de Arafo, que se forma por la unión de numerosos barrancos menores como el barranco de Añavingo, que es el accidente geográfico más destacado del municipio y donde se conserva una importante vegetación endémica.

### Clima
| Parámetros climáticos promedio de Arafo (1991-2021) | Parámetros climáticos promedio de Arafo (1991-2021) | Parámetros climáticos promedio de Arafo (1991-2021) | Parámetros climáticos promedio de Arafo (1991-2021) | Parámetros climáticos promedio de Arafo (1991-2021) | Parámetros climáticos promedio de Arafo (1991-2021) | Parámetros climáticos promedio de Arafo (1991-2021) | Parámetros climáticos promedio de Arafo (1991-2021) | Parámetros climáticos promedio de Arafo (1991-2021) | Parámetros climáticos promedio de Arafo (1991-2021) | Parámetros climáticos promedio de Arafo (1991-2021) | Parámetros climáticos promedio de Arafo (1991-2021) | Parámetros climáticos promedio de Arafo (1991-2021) | Parámetros climáticos promedio de Arafo (1991-2021) |
| Mes                                                 | Ene.                                                | Feb.                                                | Mar.                                                | Abr.                                                | May.                                                | Jun.                                                | Jul.                                                | Ago.                                                | Sep.                                                | Oct.                                                | Nov.                                                | Dic.                                                | Anual                                               |
| --------------------------------------------------- | --------------------------------------------------- | --------------------------------------------------- | --------------------------------------------------- | --------------------------------------------------- | --------------------------------------------------- | --------------------------------------------------- | --------------------------------------------------- | --------------------------------------------------- | --------------------------------------------------- | --------------------------------------------------- | --------------------------------------------------- | --------------------------------------------------- | --------------------------------------------------- |
| Temp. máx. media (°C)                               | 16.1                                                | 16                                                  | 17.4                                                | 18.1                                                | 19.7                                                | 21.9                                                | 23.9                                                | 24.8                                                | 23.5                                                | 21.8                                                | 18.9                                                | 17.2                                                | 19.9                                                |
| Temp. media (°C)                                    | 13.7                                                | 13.5                                                | 14.5                                                | 15.2                                                | 16.6                                                | 18.5                                                | 20.4                                                | 21.3                                                | 20.4                                                | 19.1                                                | 16.6                                                | 15                                                  | 17.1                                                |
| Temp. mín. media (°C)                               | 11.9                                                | 11.6                                                | 12.2                                                | 12.9                                                | 14.1                                                | 15.8                                                | 17.7                                                | 18.7                                                | 18.1                                                | 17                                                  | 14.9                                                | 13.2                                                | 14.8                                                |
| Precipitación total (mm)                            | 34                                                  | 39                                                  | 33                                                  | 22                                                  | 10                                                  | 3                                                   | 1                                                   | 6                                                   | 17                                                  | 41                                                  | 43                                                  | 56                                                  | 305                                                 |
| Fuente: Climate-data.org                            |                                                     |                                                     |                                                     |                                                     |                                                     |                                                     |                                                     |                                                     |                                                     |                                                     |                                                     |                                                     |                                                     |

### Flora y vegetación

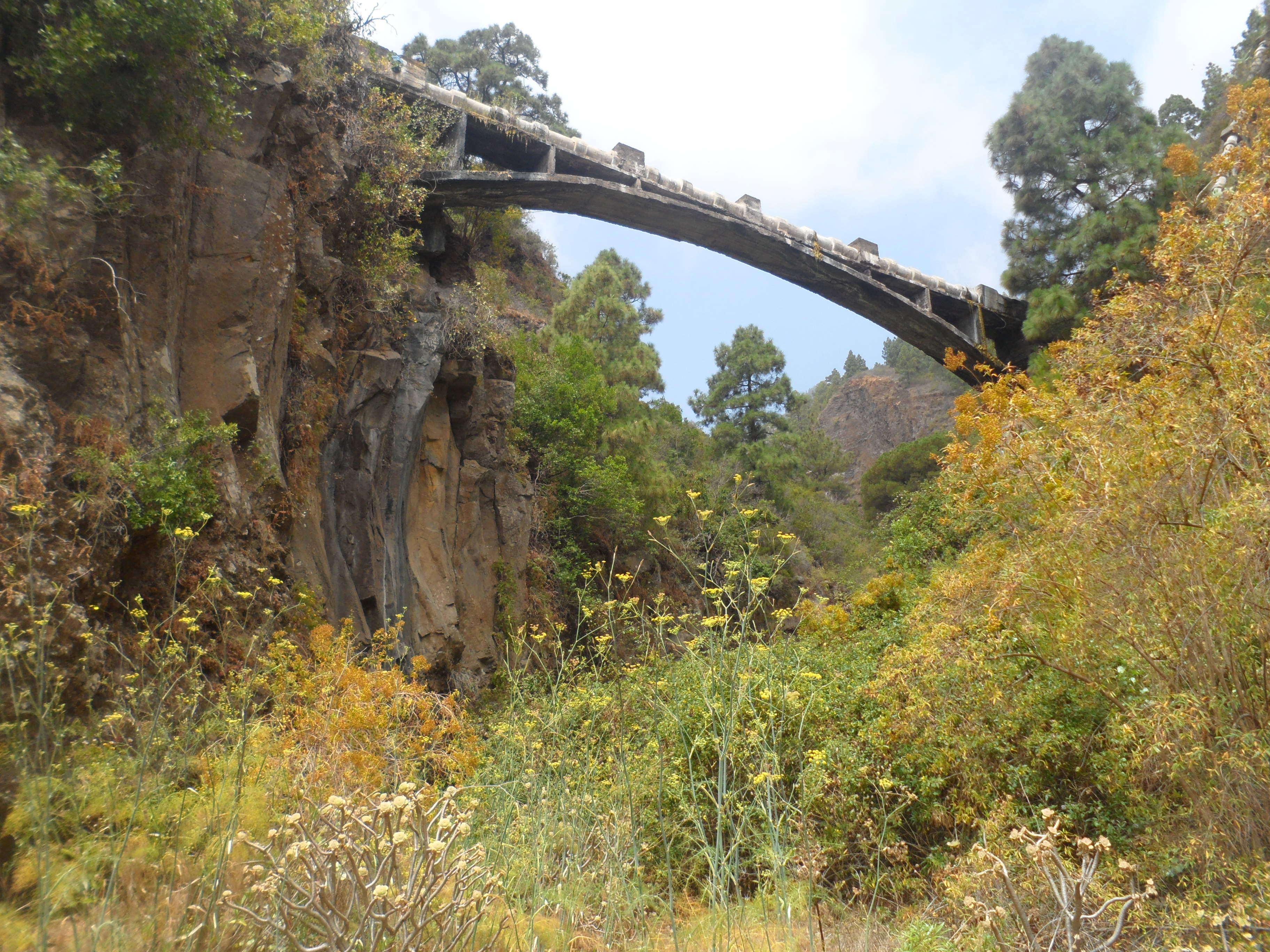
Barranco de las Gambuesas

Las zonas bajas y costeras de Arafo se encuentran muy antropizadas, estando su vegetación compuesta mayoritariamente por matorrales de sustitución de la vegetación potencial. Abundan los tunerales de Opuntia ssp., los tabaibales de Euphorbia lamarckii y las comunidades de veneneros Nicotiana glauca, así como baleras de Plocama pendula. En las medianías se extienden los jaguarzales de Cistus monspeliensis, con enclaves de monteverde seco en torno de los barrancos de Añavingo y de Las Gambuesas. Las cumbres araferas se hallan cubiertas sobre todo de plantaciones de pino insigne Pinus radiata, con pinares de Pinus canariensis en las cotas bajas. Abundan también los escobonales de Chamaecytisus proliferus.
El municipio cuenta con dos de los árboles monumentales de la isla: la Sabina del Restaurante Los Loros y el Pino del Señor.

### Espacios protegidos
En cuanto a su patrimonio natural, en su territorio se encuentra parte del parque natural de la Corona Forestal y del paisaje protegido de las Siete Lomas, siendo el primero además Zona Especial de Conservación y Zona de Especial Protección para las Aves, incluidas en la Red Natura 2000.
Arafo posee parte de la superficie de los Montes de Utilidad Pública «Gambuesa» y «Orticosa y Los Lomitos».

### Comunicaciones

#### Carreteras
Se accede al municipio principalmente por la Autopista del Sur TF-1 y por las carreteras General del Sur TF-28 y de Güímar-Arafo TF-525. 
Por el municipio transcurre asimismo una de las vías de acceso al parque nacional del Teide, la carretera de Arafo a la Cumbre TF-523. 

#### Transporte público
El municipio posee varias paradas de taxi.
En guagua (autobús) queda conectado mediante las siguientes líneas de TITSA:
111 Salida/Destino Intercambiador de Transportes de Santa Cruz de Tenerife Salida/Destino estación Costa Adeje Pasa por todas las paradas de autopista, incluida ENLACE POLIGONO (Arafo T).Pasa por los Cristianos (T) y por Aeropuerto del Sur.
711 Salida/Destino Intercambiador de Transportes de Santa Cruz de Tenerife Salida/Destino estación Costa Adeje Pasa por todas las paradas de autopista, incluida ENLACE POLIGONO (Arafo T).Pasa por los Cristianos (T) y por Aeropuerto del Sur.
- Servicio nocturno.

120 Salida/Destino Intercambiador de Transportes de Santa Cruz de Tenerife Salida/Destino estación de Güímar Pasa por Candelaria T, ENLACE POLIGONO (Arafo T), Puertito de Güímar, entre otras.
- Vía más rápida si el destino es Candelaria o Santa Cruz de Tenerife, cobrará protagonismo los fines de semana, ya que la 128 no opera.

121 Salida/Destino estación de Güímar Salida/Destino Candelaria (T) Pasa por Fátima, El Carmen, estación de Arafo (T), Arafo, La Hidalga (T), Enlace el polígono, El Socorro, La Viuda, entre otras.
- Si el destino final es estación de guaguas de Santa Cruz de Tenerife, será obligatorio hacer trasbordo en estación de Güïmar (120), Enlace el polígono (120,111,711) o Candelaria (T) (120, 122)

126 Salida/Destino estación de Arafo Salida/Destino Intercambiador de Transportes de Santa Cruz de Tenerife Pasa por estación de Güímar, La Hidalga, ENLACE EL POLIGONO (Arafo T), Candelaria T, estación de Candelaria (T), Cruce Caletillas (T), (paradas de autopista), Tincer, Campus Guajara (T), Hospital Universitario, Hospital La Candelaria, entre otras.
- Servicio solo días laborables. Ruta variable en función de la hora de salida, consultar asepciones en TITSA.

127 Salida/Destino estación de Güímar Salida/Destino Candelaria (T) Pasa por La Hidalga (T), (por la Tf-28), Aroba(T), entre otras.
128 Salida/Destino Intercambiador de Transportes de Santa Cruz de Tenerife Salida/Destino estación de Güímar Pasa por Fátima, El Carmen, estación de Arafo (T), Arafo, La Hidalga (T), ENLACE POLÍGONO (Arafo T), (paradas de autopista), entre otras.
- Servicio solo días laborables.

## Historia

### Etapa guanche: antes del sigloxv
La zona del municipio de Arafo estaba habitada desde época guanche, siendo parte del reino o menceyato de Güímar. Durante la conquista de la isla por los europeos entre 1494 y 1496, Güímar se alió con los conquistadores.

### Conquista y colonización europeas: siglosxvyxvi
Una vez finalizada la conquista, Alonso Fernández de Lugo comienza con los repartos de tierras y bienes a los conquistadores y colonos. La zona de Arafo fue dada principalmente a Gonzalo de Mejías y a Juan Núñez. El primero cedería sus propiedades al convento agustino del Espíritu Santo con sede en San Cristóbal de La Laguna, mientras que el segundo está considerado como el fundador de la localidad.

### Antiguo Régimen: siglosxviiyxviii
Del 2 de febrero y al 27 de marzo de 1705 tiene lugar la erupción del volcán de Las Arenas, lo que provoca el desplazamiento del casco urbano hacia el norte.
El historiador tinerfeño José de Viera y Clavijo alude a la población de Arafo como pago de Güímar, indicando que en él «está la ermita de San Juan, muy antigua».
En 1795 se crea, por petición de los vecinos, la parroquia de San Juan Degolllado y en 1798 Arafo consigue la segregación del lugar de Candelaria al que había pertenecido desde sus orígenes.

### Etapa moderna: siglosxixyxx
Durante el siglo xix se suceden las crisis económicas en Canarias, lo que produce la emigración de muchos vecinos a América.
Pascual Madoz dice del municipio en su Diccionario hacia mitad del siglo xix:

ARAFO: lugar con ayuntamiento de la isla y diócesis de Tenerife (...). SITUADO al SE de las montañas de las Cañadas, al pie del barranco de su nombre, en un ameno valle, donde le baten libremente los vientos de la brisa, con CLIMA saludable, algo más cálido que frío. Tiene 493 CASAS, esparcidas por el TÉRMINO, en general de poca altura y de escasas comodidades; una escuela de primeras letras, pagada por los fondos del común, y una iglesia parroquial, bajo la advocación de San Juan Degollado, (...); Confina el TÉRMINO por N. con las montañas de las Cañadas; por E. con el mar; por S. con el de Güímar; y por O. con las montañas centrales. El TERRENO, escabroso en general y escaso de aguas, las cuales se hallan bien aprovechadas en riegos, siendo conducidas en canales de madera bien conservados, por la asociación de propietarios, es de buena calidad, aunque poco productivo; se encuentran en él poblados bosques de pinar. Los CAMINOS son ásperos, como el todo del terreno; PRODUCE: trigo, cebada, maíz, patatas, vino, higos, cochinilla y seda. POBLACIÓN: 232 vecinos, 850 almas...
Pascual Madoz, 1849.

A lo largo del siglo xx se producen las mejoras en las infraestructuras locales.
En 1983 el Gobierno de Canarias concede el título de villa al municipio de Arafo.

## Demografía
Arafo cuenta con una población de 5776 habitantes (INE 2024).
| Gráfica de evolución demográfica de Arafo entre 1842 y 2021                                                         |
| |
| Población de derecho según los censos de población del INE Población de hecho según los censos de población del INE |

A 1 de enero de 2020 tenía un total de 5 593 habitantes, ocupando el 23.º puesto en número de habitantes de la isla de Tenerife y el 29.º de la provincia de Santa Cruz de Tenerife.
La densidad de población era de 164,89 hab./km².
Por sexos contaba con 2 769 hombres y 2 824 mujeres.
Del análisis de la pirámide de población se deduce que:
- La población comprendida entre 0 y 14 años era el 13 % (729 pers.) del total;
- la población entre 15 y 64 años se correspondía con el 69 % (3 854 pers.);
- y la población mayor de 65 años era el 18 % restante (1 010 pers.).

En cuanto al lugar de nacimiento, el 86 % (4 830 personas) eran nacidos en Canarias, de los cuales un 51 % (2 453 pers.) había nacido en otro municipio de la isla, un 44 % (2 146 pers.) en el propio municipio y un 5 % (231 pers.) procedía de otra isla del archipiélago. El resto de la población la componía un 10 % (554 pers.) de nacidos en el Extranjero, sobre todo procedentes de Venezuela, y un 4 % (209 pers.) de españoles peninsulares.
| Entidad singular          | Habitantes |
| ------------------------- | ---------- |
| Arafo (capital municipal) | 4149       |
| La Hidalga                | 1444       |
| TOTAL                     | 5593       |

## Economía
Aunque tradicionalmente agrícola, el municipio ha experimentado un aumento del sector servicios, seguido de los comerciantes y la construcción debido a la creación de un polígono industrial en su zona costera.

## Administración y política

### Gobierno municipal
El municipio está regido por su Ayuntamiento, formado por trece concejales.
| Periodo   | Nombre                     | Partido | Partido                                      |
| --------- | -------------------------- | ------- | -------------------------------------------- |
| 1979-1983 | Domingo Calzadilla Ferrera |         | Coalición Democrática (CD)                   |
| 1983-1987 | Domingo Calzadilla Ferrera |         | Alianza Popular (AP)                         |
| 1987-1991 | Domingo Calzadilla Ferrera |         | Agrupación Tinerfeña de Independientes (ATI) |
| 1991-2011 | Domingo Calzadilla Ferrera |         | Partido Popular (PP)                         |
| 2011-2015 | José Juan Lemes Expósito   |         | Partido Popular (PP)                         |
| 2015-2019 | José Juan Lemes Expósito   |         | Agrupación Independiente de Arafo (AI Arafo) |
| 2019-act. | Juan Ramón Martín Pérez    |         | Coalición Canaria (CC)                       |

| Partido político | Partido político                             | 1979   | 1983   | 1987   | 1991   | 1995   | 1999   | 2003   | 2007   | 2011   | 2015   | 2019   | 2023   |
| Partido político | Partido político                             | Ediles | Ediles | Ediles | Ediles | Ediles | Ediles | Ediles | Ediles | Ediles | Ediles | Ediles | Ediles |
|                  | Agrupación Independiente de Arafo (AI Arafo) |        |        |        |        |        |        |        |        |        | 7      |        |        |
|                  | Agrupación Tinerfeña de Independientes (ATI) |        |        | 6      | 7      |        |        |        |        |        |        |        |        |
|                  | Centro Canario Nacionalista (CCN)            |        |        |        |        |        |        |        | 0      | 1      |        |        |        |
|                  | Coalición Canaria (CC)                       |        |        |        |        | 8      | 0      | 0      | 3      | 1      | 1      | 7      | 10     |
|                  | Coalición Democrática (CD)                   | 8      |        |        |        |        |        |        |        |        |        |        |        |
|                  | Izquierda Unida (IU)                         |        |        |        |        |        |        | PSOE   | PSOE   | 1      | 1      | 1      | 0      |
|                  | Partido Comunista de España (PCE)            | 1      | 1      |        |        |        |        |        |        |        |        |        |        |
|                  | Alianza Popular (AP)-Partido Popular (PP)    |        | 4      |        | 0      |        | 8      | 9      | 7      | 7      | 1      | 2      | 1      |
|                  | Partido Socialista Obrero Español (PSOE)     | 1      | 6      | 5      | 4      | 3      | 3      | 4      | 3      | 3      | 2      | 3      | 2      |
|                  | Unión de Centro Democrático (UCD)            | 1      |        |        |        |        |        |        |        |        |        |        |        |
|                  | Unidos por Arafo                             |        |        |        |        |        |        |        |        |        | 1      |        |        |

En febrero de 2015, José Juan Lemes abandonó el Partido Popular por discrepancias con la organización. Finalmente, concurrió a las elecciones municipales con la coalición formada por el Centro Canario Nacionalista y la Agrupación Independiente de Arafo.

### Organización territorial
Forma parte de la Comarca del Valle de Güímar, a excepción de su superficie incluida en el parque natural de la Corona Forestal, que forma parte de la Comarca del Macizo Central.
El término municipal se encuentra dividido en dos entidades singulares de población:
| Entidad singular          | Núcleos                                                  | Superficie |
| ------------------------- | -------------------------------------------------------- | ---------- |
| Arafo (capital municipal) |                                                          | 26,27 km²  |
| La Hidalga                | El Carretón La Hidalga Playa de Lima Polígono industrial | 8 km²      |
|                           | Total                                                    | 34,27 km²  |

## Servicios
El municipio cuenta con una residencia geriátrica-Sociosanitaria Mª Auxiliadora.

### Educación
El municipio cuenta con un colegio público CEO Andrés Orozco, ubicado desde los años 70 en la calle Magallón, 3. 
En 2015 está prevista la apertura de un colegio privado, el colegio Luther King en la zona de El Carretón. Desde 2014, se ubica en la calle de Mario Marrero Fariña, 19, la Escuela Waldorf de Tenerife Círculo Waldorf Valle de Güímar, centro acreditado de Pedagogía Waldorf, con licencia municipal; también el Centro de Formación Waldorf de Santa Cruz de Tenerife, único centro acreditado Waldorf en la provincia de Santa Cruz de Tenerife para impartir formación en dicha pedagogía; cursos homologados por la Consejería de Educación del Gobierno de Canarias.

### Sanidad
El municipio cuenta con un centro de salud, ubicado en la calle de Rafael Clavijo García, junto a un Geriátrico y el auditorio Juan Carlos I.

## Cultura

### Patrimonio

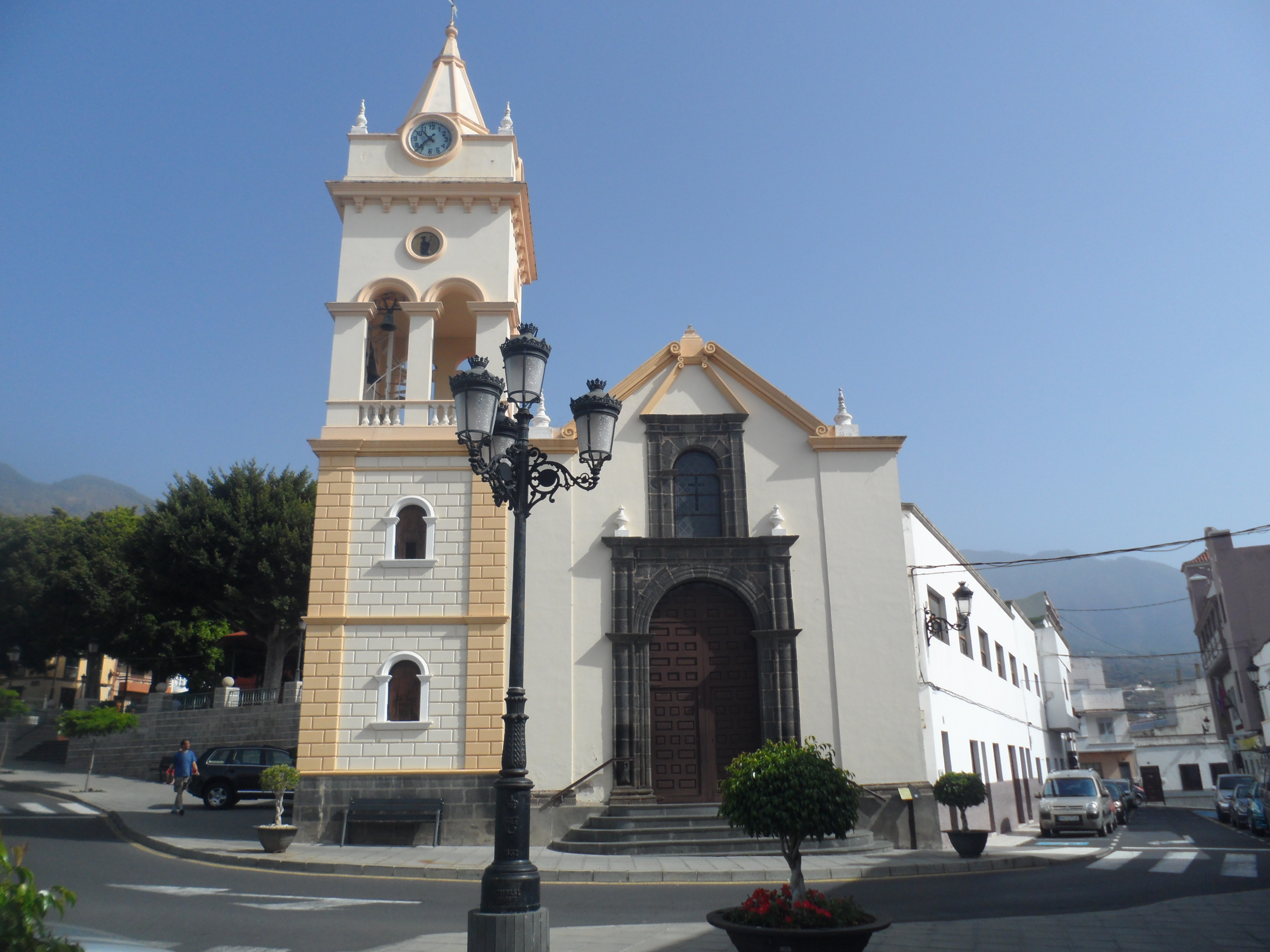
Iglesia de San Juan Degollado

El municipio cuenta con valores patrimoniales tanto históricos como arquitectónicos, artísticos y etnográficos. 
Destacan los Bienes de Interés Cultural Sitio Etnológico El Molino y Los Lavaderos y los Sitios Históricos de La Casona de la esquina de los Carros y Lo de Ramos.
Entre los principales monumentos del municipio se encuentran: la parroquia de Nuestra Señora del Carmen, la iglesia de San Juan Degollado, la capilla del Señor del Pino y el auditorio Juan Carlos I.

### Fiestas
Durante todo el año el municipio de Arafo lleva a cabo diferentes festividades, mayoritariamente de índole religioso-popular, siendo días festivos locales el martes de Carnaval y el 1 de septiembre, festividad de San Bernardo.
Entre las fiestas destacan:
| Fecha                | Celebración                                    | Lugar         | Actos destacados |
| -------------------- | ---------------------------------------------- | ------------- | --- |
| Principios de marzo  | San José                                       | Arafo         | Feria regional de artesanía                                                                                               |
| 3 de mayo            | La Cruz                                        | Arafo         | |
| 30 mayo              | Día de Canarias                                | Arafo         | |
| 24 de junio          | San Juan Bautista                              | Playa de Lima | |
| Mediados de julio    | Virgen del Carmen                              | Playa de Lima | |
| agosto               | San Juan Degollado, San Agustín y San Bernardo | Arafo         | Encuentro Regional de Coplas, Certamen de Bandas de Música, Coronación de la Reina y Romera mayor, Romería de San Agustín |
| 22 de noviembre      | Santa Cecilia                                  | Arafo         | |
| Finales de noviembre | San Andrés Apóstol                             | La Hidalga    | |
| 31 de diciembre      | Fin de Año                                     | Arafo         | Concierto de Fin de Año                                                                                                   |
| 5 de enero           | Reyes Magos                                    | Arafo         | Cabalgata de Reyes y reparto de juguetes                                                                                  |

### Deporte
El municipio cuenta con tradición en la práctica de la lucha canaria, contando con el Club de Lucha Chimisay. También cuenta con un equipo de baloncesto, el Club de Baloncesto Arafo y un equipo de fútbol, la escuela municipal de fútbol Arafo.

### Religión
La población creyente del municipio profesa principalmente la religión católica, estando repartida la feligresía en tres parroquias —la matriz de San Juan Degollado, Nuestra Señora del Carmen, y San Andrés y Santa Rosa de Lima— pertenecientes al arciprestazgo de Güímar de la diócesis de Tenerife.
El municipio cuenta con tres iglesias y cuatro ermitas; la de San Juanito en Playa de Lima, la de La Cruz en Arafo, la de San Isidro Labrador y Santa María de la Cabeza en el área recreativa de Los Frailes, y la de Santiago Apóstol en la zona de Lo de Ramos. También posee una capilla en el casco de la villa, dedicada al Santísimo Cristo.
Arafo se halla bajo el patronazgo religioso principal de San Juan Degollado.

### Lugares de interés
- Iglesia de San Juan Degollado (siglo xviii, ampliada en 1924 y 1975)
- Capilla del Señor del Pino
- Auditorio Juan Carlos I
- Casino Unión y Progreso
- Centro de formación y expedición de títulos de artesanos
- Centro turístico, artesanal y del agricultor
- Bodega comarcal del Valle de Güímar
- Mercadillo del Agricultor de la Villa de Arafo
- Polígono industrial Valle de Güímar
- Miradores de Montaña Colorada, Chimague y La Crucita
- Zonas recreativas Los Frailes y Lo de Ramos
- Centro Scout Articosa (desde 1968)
- Playa de Lima
- Sitio Etnológico Molino y Lavaderos de Arafo (BIC)
- Sitio Histórico Lo de Ramos (BIC)
- Sitio Histórico La Casa de La Esquina de Los Carros (BIC)

## Localidades hermanadas
- Magallón
- Agaete
- Candelaria
- Fasnia
- Güímar
- San Cristóbal de La Laguna
- San Miguel de Abona
- Valverde
- Ciudad Real